# Löja
Löja eller benlöja (Alburnus alburnus) är en art i familjen karpfiskar som lever i europeiska vattendrag.

## Beskrivning och biologi
Löjans kropp är mer långsmal än de flesta karpfiskars, och liknar en sill. Maxlängden är cirka 25 cm och maxvikten omkring 100 g. Löjan äter små mollusker, insektslarver, maskar, små kräftdjur och växtavfall. Den leker i april maj till juni på grunt vatten (3 dm) med stenig botten. Den blir könsmogen efter tre år och lever i omkring tio år.
Löjan förekommer i sjöar och vattendrag i Mellan- och Nordeuropa. Finns i Skandinavien, i Norge dock endast nära gränsen till Sverige i söder. Går även ut i Östersjöns bräckta vatten. Det ursprungliga utbredningsområde sträcker sig österut till Uralbergen och västerut till Frankrike och centrala England. Introducerade populationer lever på Iberiska halvön, i västra England och i Ryssland nordöst om Kazakstan.
Fisken hittas i vattendrag och insjöar upp till 1800 meter över havet. Födan utgörs främst av vattenlevande ryggradslösa djur och av leddjur som hamnade i vattnet. Födan kompletteras med växtdelar, detritus och ägg av andra fiskar. Löjan söker oftast nära vattenytan och i insjöar under natten föda. Under vintern bildar vuxna exemplar stim som gömmer sig mellan vattenväxter. Fisken blir könsmogen efter 2 till 3 år vid en kroppslängd av 85 till 120 mm och den kan leva 8 till 9 år. Honan lägger 1700 till 12000 ägg per tillfälle. Parningen sker under våren och sommaren när vattnets temperatur stiger över 14 °C. Äggen göms mellan små stenar eller andra små föremål och de transporteras ibland till ett lämpligare ställe. Ungarna utvecklas i regioner med låg vattenflöde.
Hybrider med arter av släktena braxen, björkna, Leuciscus, Rutilus och Squalius är dokumenterade. Deras fertilitet är inte tillräcklig utforskade.

## Ekonomisk betydelse
Löjan används främst som agnfisk, även om den också äts på en del håll. Av löjans fjäll, som innehåller guanin, tillverkas ett silverfärgat pigment för att behandla konstgjorda pärlor med. Guanin ingår även i andra fiskars fjäll, och det är detta ämnes höga brytningsindex som gör att fisken glittrar.
Den så kallade löjrommen kommer dock från siklöjan.

## Bevarandestatus
Arten har bra anpassningsförmåga och hela populationen bedöms som stor. IUCN listar löjan som livskraftig (LC).

## Andra namn

### Synonymer[4]
| Abramis alburnus                         | L 1758                            |            |
| Alborella maxima                         | Fatio 1882                        |            |
| Alburnus acutus                          | Bonaparte 1845                    | (Tvetydig) |
| Alburnus alborella lateristriga          | Canestrini 1864                   |            |
| Alburnus alburnus alburnus               | L 1758                            |            |
| Alburnus alburnus macedonicus            | Karaman 1928                      |            |
| Alburnus alburnus thessalicus            | Stephanidis 1950                  |            |
| Alburnus alburnus strumicae              | Karaman 1955                      |            |
| Alburnus arquatus                        | Fatio 1882                        | (Tvetydig) |
| Alburnus ausoni                          | Bonaparte 1844                    |            |
| Alburnus avola                           | Bonaparte 1845                    |            |
| Alburnus breviceps                       | Heckel & Kner 1858                |            |
| Alburnus charusini                       | Herzenstein 1889                  |            |
| Alburnus alburnus charusini dagestanicus | Petrov 1926                       | (Tvetydig) |
| Alburnus elata                           | Fatio 1882                        | (Tvetydig) |
| Alburnus fabraei                         | Blanchard 1866                    |            |
| Alburnus fracchia                        | Bonaparte 1845 Heckel & Kner 1858 | (Tvetydig) |
| Alburnus gracilis                        | Bonaparte 1845                    | (Tvetydig) |
| Alburnus hohenacherkumbaschensis         | Petrov 1926                       |            |
| Alburnus linnei                          | Malm 1877                         |            |
| Alburnus lucidus                         | Heckel 1843 Bonaparte 1844        |            |
| Alburnus lucidus angustior               | Walecki 1864                      |            |
| Alburnus lucidus colobocephala           | Fatio 1882                        | (Tvetydig) |
| Alburnus lucidus elongata                | Fatio 1882                        | (Tvetydig) |
| Alburnus lucidus ilmenensis              | Warpacowski 1886                  |            |
| Alburnus lucidus lacustris               | Heckel & Kner                     |            |
| Alburnus lucidus latior                  | Walechi 1864                      | (Tvetydig) |
| Alburnus lucidus macropterus             | Kamensky 1901                     |            |
| Alburnus lucidus oxycenphala             | Fatio 1882                        | (Tvetydig) |
| Alburnus mirandella                      | Blanchard 1866                    |            |
| Alburnus obtusus                         | Bonaparte 1845                    |            |
| Alburnus scoranza                        | Bonaparte 1845 Heckel & Kner 1858 |            |
| Alburnus scoranzoides                    | Heckel & Kner 1858                |            |
| Alburnus striatus                        | Petrov 1926                       |            |
| Alburnus strigio                         | Bonaparte 1845                    |            |
| Aspius alburnoides                       | Selys-longchamps 1842             |            |
| Aspius arborella                         | Bonaparte 1841                    |            |
| Aspius ochrodon                          | Fitzinger 1832                    | (Tvetydig) |
| Cyprinus alburnus                        | L 1758                            |            |
| Cyprinus albor                           | Scopoli 1786                      |            |
| Cyprinus lanceolatus                     | Block & Schneider 1801            |            |
| Leuciscus alburnus                       | L 1758                            |            |
| Leuciscus doloratus                      | Valenciennes 1844                 |            |
| Leuciscus ilmenensis                     | Warpachiwski 1886                 |            |

### Dialektalt namn
- Detta i Värmland[5]